# Paul Samuelson
Paul Anthony Samuelson (15 tháng 5 năm 1915 – 13 tháng 12 năm 2009) là một nhà kinh tế học người Mỹ, đại biểu của trường phái kinh tế học vĩ mô tổng hợp và có đóng góp to lớn ở một loạt lĩnh vực của kinh tế học. Ông là người Mỹ đầu tiên nhận được Giải Nobel Kinh tế (1970). Các viện Hàn lâm Hoàng gia Thụy Điển khi trao giải đã tuyên bố ông "đã làm được nhiều hơn bất kỳ nhà kinh tế hiện đại khác để nâng cao trình độ phân tích khoa học trong lý thuyết kinh tế". Sử gia kinh tế Randall E. Parker gọi ông là "Cha đẻ của kinh tế hiện đại", và tờ The New York Times đã coi ông là "nhà kinh tế học hàng đầu của thế kỷ 20".
Ông là tác giả của cuốn sách giáo khoa kinh tế bán chạy nhất mọi thời đại: Economics: An Introductory Analysis, được xuất bản lần đầu tiên vào năm 1948. Đây là cuốn sách giáo khoa thứ hai ở Hoa Kỳ giải thích các nguyên tắc của Kinh tế học Keynes và làm thế nào để suy nghĩ về kinh tế, và là cuốn sách giáo khoa đầu tiên thành công, và hiện nay đã được tái bản lần thứ 19, bán được gần 4 triệu bản, được dịch ra 40 ngôn ngữ. James Poterba, nguyên trưởng khoa kinh tế của MIT, đã nói rằng cuốn sách của Samuelson đã "để lại một di sản to lớn, như một nhà nghiên cứu và một giáo viên, là một trong những gã khổng lồ trên đôi vai mỗi nhà kinh tế hiện đại đang đứng". Năm 1996, ông được trao tặng Huân chương Khoa học quốc gia, được xem như nhà khoa học danh dự hàng đầu của Hoa Kỳ, tổng thống Bill Clinton trao tặng ông phần thưởng này để ghi nhận những "đóng góp cơ bản cho kinh tế học" của ông trong hơn 60 năm. Ngoài ra, Samuelson đoạt Giải John Bates Clark vào năm 1947 (khi 32 tuổi) và Giải Nobel Kinh tế vào năm 1970 (khi 55 tuổi).
Ông học tại Đại học Chicago khi mới 16 tuổi khi cả thế giới đang trong vực sâu của cuộc Đại khủng hoảng, ông nhận bằng tiến sĩ về kinh tế tại Harvard. Sau khi tốt nghiệp, ông trở thành trợ lý giáo sư kinh tế tại Viện Công nghệ Massachusetts (MIT) khi mới 25 tuổi và trở thành giáo sư ở tuổi 32. Năm 1966, ông được tặng danh hiệu Institute Professor, danh hiệu giảng viên cao nhất của MIT. Ông đã dành sự nghiệp của mình tại MIT, nơi ông đã sáng lập ra Khoa kinh tế và điều hành nó trở thành một tổ chức nổi tiếng thế giới bằng cách thu hút các nhà kinh tế khác gia nhập khoa của mình, bao gồm Robert M. Solow, Franco Modigliani, Robert C. Merton, Joseph E. Stiglitz, và Paul Krugman, tất cả những nhà kinh tế này đều dành giải Nobel.
Ông từng là cố vấn cho Tổng thống John F. Kennedy và Lyndon B. Johnson, ngoài ra còn là nhà tư vấn cho Bộ Tài chính Hoa Kỳ, Văn phòng ngân sách và Hội đồng cố vấn kinh tế của Tổng thống. Samuelson viết một cột báo hàng tuần cho tạp chí Newsweek cùng với nhà kinh tế học của trường phái Chicago là Milton Friedman, họ đóng vai đại diện cho hai bên: Samuelson bảo vệ quan điểm của Keynes còn Friedman đại diện cho quan điểm Monetarist. Samuelson mất vào ngày 13 tháng 12 năm 2009, ở tuổi 94.

## Tiểu sử
Samuelson sinh ngày 15 tháng 5 năm 1915 tại Gary, Indiana, Hoa Kỳ. Năm 1923, gia đình ông chuyển đến sống ở Chicago và ông đã theo đại học tại Đại học Chicago, học cao học và tiến sĩ tại Đại học Harvard. Tại Havard, ông theo đuổi lĩnh vực kinh tế học và từng thụ giáo Joseph Schumpeter, Wassily Leontief, Gottfried Haberler, và Alvin Hansen.

## Những đóng góp học thuật chủ yếu
Theo nhận xét của Kenneth Arrow, Samuelson là người sáng lập trường phái kinh tế học vĩ mô tổng hợp, kết hợp kinh tế học vĩ mô cổ điển với kinh tế học Keynes. Ông đã góp phần to lớn để phát triển phương pháp phân tích cân bằng tổng thể trong kinh tế học.
Trong kinh tế học phúc lợi, ông đã góp phần đưa ra lý luận Điều kiện Lindahl-Bowen-Samuelson (tiêu chí để xác định xem một hành động của một chủ thể kinh tế có làm tăng phúc lợi hay không), góp phần đưa ra hàm xác suất trong phúc lợi xã hội (hay hàm phúc lợi xã hội Bergson-Samuelson).
Trong lý thuyết tài chính công, ông có đóng góp vào lý thuyết quyết định sự phân bổ tối ưu nguồn lực trong điều kiện tồn tại cả hàng hóa công cộng lẫn hàng hóa tư nhân.
Trong lĩnh vực kinh tế học quốc tế, ông góp phần xây dựng hai mô hình thương mại quốc tế quan trọng: Hiệu ứng Balassa-Samuelson, và Mô hình Heckscher-Ohlin (với định lý Stolper-Samuelson).
Trong lĩnh vực kinh tế học vĩ mô, ông sử dụng mô hình OLG như một cách để phân tích hành vi của các chủ thể kinh tế qua nhiều thời kỳ.
Trong lĩnh vực kinh tế học vi mô, ông là người tiên phong trong phát triển lý thuyết sở thích được bộc lộ.

## Danh sách tác phẩm đã xuất bản
- 1947, Enlarged ed. 1983. Foundations of Economic Analysis, Harvard University Press.
- 1948. Economics: An Introductory Analysis, ISBN 0-07-074741-5; with William D. Nordhaus (since 1985), 2009, 19th ed., McGraw–Hill. ISBN 978-0-07-126383-2
- 1952. "Economic Theory and Mathematics – An Appraisal," American Economic Review, 42(2), pp. 56–66.
- 1954. "The Pure Theory of Public Expenditure". Review of Economics and Statistics, 36 (4): 387–389. doi:10.2307/1925895
- 1958. Linear Programming and Economic Analysis with Robert Dorfman and Robert M. Solow, McGraw–Hill. Chapter-preview links.
- The Collected Scientific Papers of Paul A. Samuelson, MIT Press. Preview links for vol. 1–3 below. Contents links for vol. 4–7.

1966. Vol. 1, 1937–mid-1964.
1966. Vol. 2, 1937–mid-1964.
1972. Vol. 3, mid-1964–1970.
1977. Vol. 4, 1971–76.
1986. Vol. 5, 1977–1985. Description Lưu trữ ngày 30 tháng 6 năm 2015 tại Wayback Machine
2011. Vol. 6, 1986–2009. Description. Lưu trữ ngày 2 tháng 5 năm 2011 tại Wayback Machine
2011. Vol. 7, 1986–2009.
- Paul A. Samuelson Papers, 1930s–2010, Rubenstein Library, Duke University.
- 2007. Inside the Economist's Mind: Conversations with Eminent Economists with William A. Barnett, Blackwell Publishing, ISBN 1-4051-5917-0